# 迈尼勒莱吕伊
迈尼勒莱吕伊（法語：Maisnil-lès-Ruitz，法語發音：[mɛnil lɛ ʁɥi]，意为“吕伊附近的迈尼勒”）是法国上法蘭西大區加来海峡省的一个市镇，属于贝蒂讷区。

## 地理
迈尼勒莱吕伊（50°27'9"N, 2°35'6"E）面积5.56 平方千米，位于法国上法蘭西大區加来海峡省，该省份为法国北部沿海省份，西北濒北海，南至索姆省，东临北部省。
与迈尼勒莱吕伊接壤的市镇（或旧市镇、城区）包括：吕伊、巴蘭、弗雷尼库尔-勒多尔芒、乌丹、勒布勒沃-朗希库尔。
迈尼勒莱吕伊的时区为UTC+01:00、UTC+02:00（夏令时）。

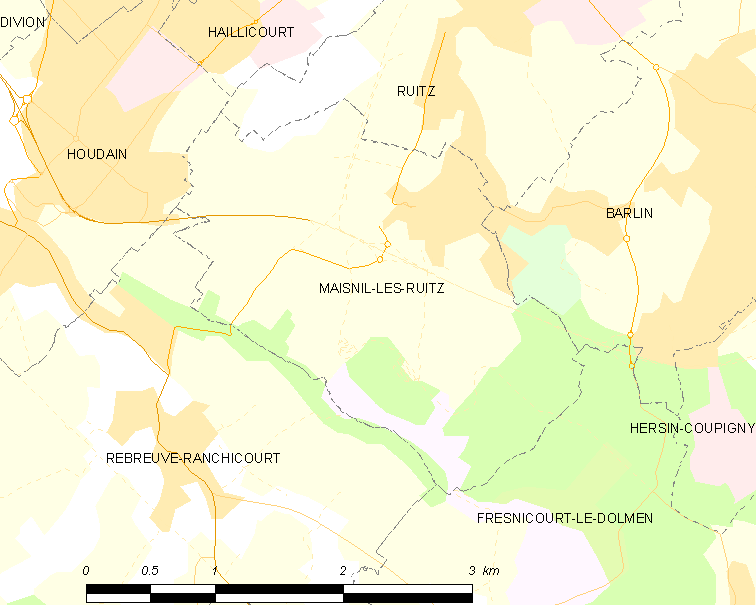
迈尼勒莱吕伊的OSM定位图

## 行政
迈尼勒莱吕伊的邮政编码为62620，INSEE市镇编码为62540。

## 政治
迈尼勒莱吕伊所属的省级选区为布律埃-拉比西耶尔县。

## 人口

1962-2008年间迈尼勒莱吕伊人口变化图示

迈尼勒莱吕伊于2022年1月1日时的人口数量为1685人。